# Чикаго-Харбор
Чикаго-Харбор (англ. Chicago Harbor) — гавань, расположенная в городе Чикаго, штат Иллинойс, США. Включает в себя общественные реки, каналы и озёра в пределах территориальных границ города Чикаго, а также все соединённые водные переходы, бухты, пирсы, волнорезы и постоянные сооружения на расстоянии трёх километров от берега между протяжёнными участками северной и южной линии города. Чикагская гавань включает в себя участки реки Чикаго, реки Калумет, канала Огден (англ. Ogden Canal), Чикагского санитарно-судового канала, озера Калумет и озера Мичиган.

## Описание

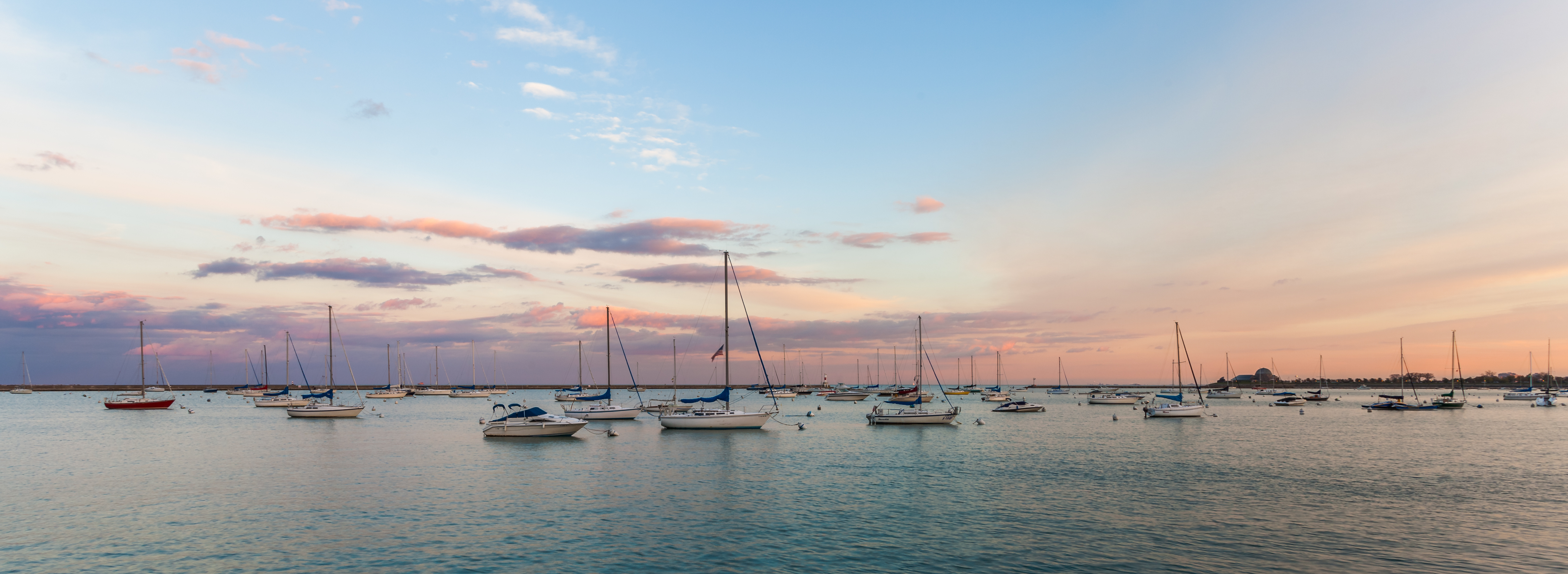
Гавань Монро-Харбор

В более узком смысле, гавань Чикаго-Харбор — это искусственная гавань на озере Мичиган, расположенная в устье реки Чикаго, ограниченная внешними волнорезами на севере и востоке, Северным островом на юге и береговой линией Чикаго на западе. Главный вход в эту гавань отмечен маяком Чикагской гавани. Здесь расположены Завод по очистке воды Джардина, Военно-морской пирс, шлюз 
Чикаго-Харбор, Станция береговой охраны Чикаго, муниципальные гавани — Дусейбл-Харбор и Монро-Харбор, а также яхт-клубы — Яхт-клуб Чикаго и Яхт-клуб Колумбии.
Порт Чикаго расположен внутри гавани Чикаго-Харбор в окружении гавани Калумет-Харбор и вокруг неё, на реке Калумет и озере Калумет.
Под Управлением парками Чикаго функционирует система муниципальных портов в большой гавани Чикаго-Харбор на озере Мичиган для отдыхающих яхтсменов. Вмещая 6000 лодок, это самая крупная система подобного рода в стране. Система включает в себя (с севера на юг) гавани: Монтроуз-Харбор (англ. Montrose Harbor), Белмонт-Харбор (англ. Belmont Harbor), Диверси-Харбор (англ. Diversey Harbor), Дусейбл-Харбор (англ. Dusable Harbor), Монро-Харбор (англ. Monroe Harbor), Бёрнем-Харбор (англ. Burnham Harbor), 31-Стрит-Харбор (англ. 31st Street Harbor), 59-Стрит-Харбор (англ. 59st Street Harbor), а также внутреннюю и внешнюю гавани Джексон-Парк-Харбор.